# とまこまいコミュニティ放送
とまこまいコミュニティ放送株式会社（とまこまいコミュニティほうそう）は、北海道苫小牧市の一部地域を放送区域としている超短波放送（FM放送）による特定地上基幹放送事業者である。
FMとまこまいの愛称でコミュニティ放送を行っている。

## 概要
2019年（令和元年）12月22日、実行委員会を発足したのが始まり。
胆振日高圏としては、室蘭市の室蘭まちづくり放送（FMびゅー）・伊達市のWi-radioに続く3番目のコミュニティ放送局。
呼出名称は「とまこまいエフエム」、当初の放送区域は苫小牧市の一部地域。

## 放送エリア
苫小牧市の一部としている。

## 沿革
- 2019年（令和元年）12月22日 - 実行委員会設立。
- 2021年（令和3年）11月30日 - 苫小牧市王子町で法人設立。
- 2022年（令和4年）9月30日 - 現在地に移転。
- 2023年（令和5年）
  - 3月31日 - 予備免許交付[1][2]。
  - 8月9日 -  試験電波発射。
  - 8月28日 - 本免許交付[3]。
  - 9月1日 - 12時開局[4]。

## 自社制作番組
生放送番組
- モーニング・ラジオ バイ・ユア・サイド（月 - 金 7:30 - 9:30）
- 海街Lunch（月 - 金 11:30 - 13:30）
- 夕方baybay（月 - 金 16:30 - 18:00)
- 彩の笑ってこっ (月 20:00 - 21:00)
- ちゃぼさんの【プランBらぢお♫】（火 14:30 - 15:00）
- ちあきのさくらで乾杯（木 19:00 - 20:00）
- 🆕BLACK＆WHITE (土 21:00 - 22:00)

収録番組
- 🆕北海道から世界へ～ 世界一のモデル社長中村羅沙の“有言実行バラエティラジオ” (月 9:30 - 10:00)
- パン君のむぎゅっとRadio（月 10:00 - 11:00）
- today’s English（月 11:00 - 11:30）
- いい夢 旅気分（月 13:30 - 14:00）
- 町内会だより (月 18:00 - 18:15 水 7:15 - 7:30)
- ほんぽ先生ととーまのベンチャー講座! (月 18:15 - 18:30)
- 絵本セラピストにゃっきーの1冊どう?（月 18:30 - 19:00）
- つなぐキャットテール (月 19:00 - 19:30)
- Yuuya shihoriのSUPPONmusuめ（月 21:00 - 21:30）
- おせっかいにハッピーライフ（火 9:30 - 10:00）
- 加藤胃腸科内科クリニック相談室（火 11:00 - 11:30）
- ココロズラジオ〜とまこまい介護・福祉のおはなし〜（火 13:30 - 14:00）
- まちかど「ほぅ!?」律相談（火 14:00 - 14:30）
- とまこまいFUNの街話（火 18:00 - 18:30）
- ゆるっと!のびしろしかない火曜日（火 18:30 - 19:00）
- THE FLEA MARKETS 百年先のこのまちに（火 20:00 - 20:30）
- BABY MINDの放課後ラジオ (火 20:30 - 21:00)
- Q-quiet,Please (火 21:00 - 21:30)
- Bedtime Story（火 21:30 - 22:00）
- アニソン部（火 22:00 - 23:00）
- I LOVE ペット（水 9:30 - 10:00）
- セブンママの部屋（水 11:00 - 11:30）
- 月刊ひらく（水 13:30 - 13:45）
- ハート・スペース（水 13:45 - 14:00）
- あなたと夜と音楽と (水 18:00 - 18:30)
- miteruのMamorun radio（水 18:30 - 19:00）
- オリビアの今ドキ!婚活story (水 19:00 - 19:30)
- DJ Mix by TOMAKOMAI DJ’s（水 22:00 - 22:30）
- 🆕長い暇つぶし (水 22:30 - 23:00)
- となりの井戸端会議（木 9:30 - 10:00）
- 🆕ママとつながる (木 13:30 - 14:00)
- 苫小牧泌尿器科・循環器科 医療相談室〜おしっこ物語〜（木 14:00 - 14:30）
- Radioしずない（木 18:00 - 18:30）
- STADT RADIO（木 21:00 - 22:00）
- 加藤どうぶつ病院相談室 (金 9:30 - 10:00)
- CANDOLLKEY × TIESのSmile Note（金 11:00 - 11:30）
- 🆕婚活のプロが送る、色彩心理でつながるラジオ (金 13:30 - 14:00)
- 足ナビRadio〜歩き続けるために〜（金 14:00 - 14:30）
- 吉田直久のコーチングラジオ（金 18:00 - 18:30）
- きょうこの推して参るっ!（金 18:30 - 19:00）
- スクランブルのとまラブ（金 19:00 - 20:00）
- 夜も気ままにRadio (金 21:00 - 21:30)
- とまらじ (金 21:30 - 22:00)
- 桂せい久と俳句でGO!（土 9:00 - 9:30）
- STILL ILL HIPHOP RADIO (日 10:00 - 11:00)
- ヒラリー・ザ・クイズSHOW（日 20:00 - 20:30）

本社からの放送は月曜日から金曜日の7:30 - 23:00と土曜日と日曜日の一部時間帯で、これら以外はミュージックバードからの配信を放送している。